# Pierre Prowo
Pierre Prowo (* 8. April 1697 in Altona; † 8. November 1757 ebenda) war ein Organist und Komponist.

## Leben
Pierre Prowo stammte aus einer Altonaer Musikerfamilie und war ab 1736 als Organist der reformierten Kirche in Altona nachweisbar. Von Prowo sind einige Kompositionen erhalten, darunter eine Kantate, 12 Sonaten für Flöte und B. c., rund 20 Triosonaten und 12 Werke für größere Kammermusikbesetzungen, wobei Holzbläserbesetzungen für die Solostimmen bevorzugt werden. Als Beitrag für die Hamburger Oper am Gänsemarkt sind Rezitativvertonungen für das Opernpasticcio Der Jahrmarckt von Saint Germain zu Paris (1738) erhalten geblieben.